# Citroën LN
Citroën LN är en bilmodell av den franska biltillverkaren Citroën.
Citroën LN var en småbil som började säljas 1976. Bilen var byggd på samma plattform som Peugeot 104 coupé och Talbot Samba. I november 1978 ersattes modellen av Citroën LNA. Bilens namn, "LN", kommer från det franska uttalet av namnet Hélène.

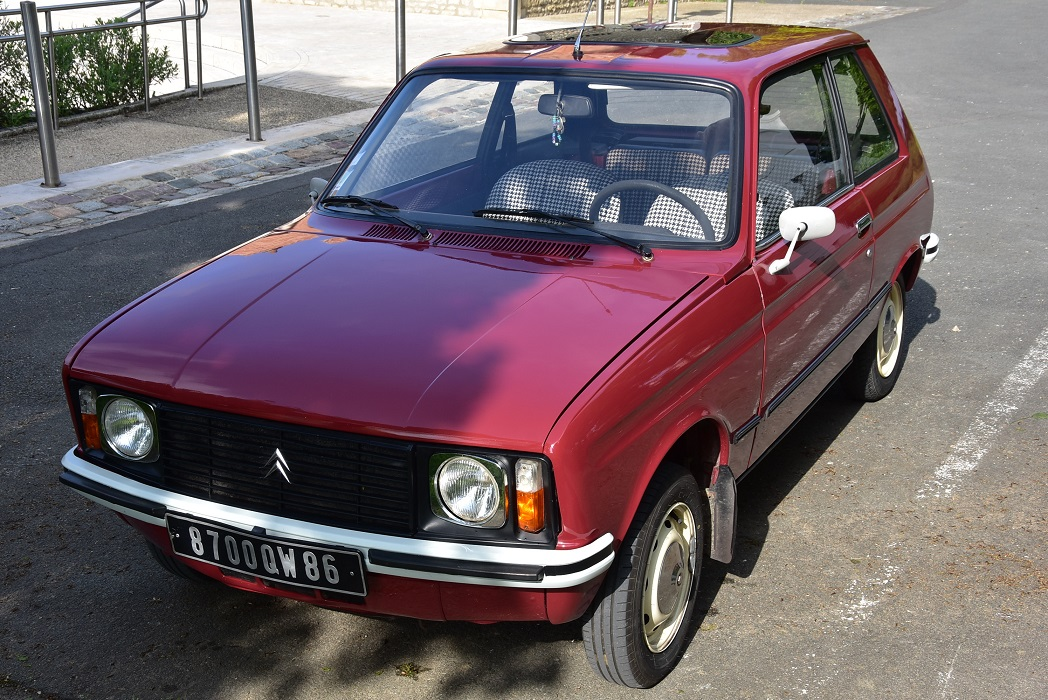
1981

LNA avlöste den tidigare LN. Namnet LNA kommer från det franska uttalet av namnet Hélèna.
Citroen LN och LNA har inte sålts i Sverige.